# Young Hearts Run Free (album)
Young Hearts Run Free è un album di Candi Staton, pubblicato nel 1976.

## Tracce
- A1 Run to Me Written-By – Dave Crawford 4:20
- A2 Destiny Written-By – Dave Crawford 3:46
- A3 What a Feeling Written-By – Dave Crawford 4:35
- A4 You Bet Your Sweet Sweet Love Written-By – Kenny O'Dell 4:39
- B1 Young Hearts Run Free Written-By – Dave Crawford 4:08
- B2 Living for You Written-By – Al Green 4:47
- B3 Summer Time with You Written-By – Ollie E. Brown* 5:07
- B4 I Know Written-By – Dave Crawford 3:43